# Jennifer Kücükaslan
Jennifer Kücükaslan, född 2 mars 1989 i Botkyrka församling, är en svensk sportjournalist och programledare.

## Biografi
Sedan 2019 är hon programledare och producent för Premier League-studion på Viasat. Hon har tidigare arbetat som reporter på kanalen och varit redaktör och producent för kanalens fotbollssändningar.
Kücükaslan har tidigare varit nyhetschef för P3 Nyheter, redaktör på P1, programledare och kanalproducent på radiokanalen Metropol 93,8 och programledare på P4 Stockholm. Hon har även arbetat på Länstidningen i Södertälje.
2023 tävlade hon i På spåret tillsammans med sin äldre bror sportjournalisten Johan Kücükaslan. Hon har även tävlat flera säsonger i Alla mot alla i Kanal 5 i par med Erik Blix och i par med Magnus Betnér. Hon tävlade 2023 i Jeopardy! i Kanal 5.